# Pilogalumna variabilis
Pilogalumna variabilis är en kvalsterart som beskrevs av Engelbrecht 1972. Pilogalumna variabilis ingår i släktet Pilogalumna och familjen Galumnidae. Inga underarter finns listade i Catalogue of Life.